# بالميتات السيتيل
بالميتات السيتيل هو إستر من حمض البالمتيك والكحول السيتيلي، له الصيغة الكيميائية C32H64O2، ويكون على شكل مادة شمعية بيضاء اللون.

## الوفرة الطبيعية
تعد بالميتات السيتيل المكون الطبيعي في مادة العنبرية، والتي توجد في جمجمة حوت العنبر. 
يحوي المرجان الحجري (Scleractinia)، والذي يشكل الشعاب المرجانية، على كميات من شمع بالميتات السيتيل في أنسجتها، والتي يمكن أن تقوم بدور مبيد أفات حيوي.

## اقرأ أيضاً
- عنبرية
- عنبر